# Nederlands kampioenschap dammen 2025
Het Nederlands kampioenschap dammen 2025 wordt van 19 tot en met 28 augustus gespeeld in de Friese plaats Drachten. Veertien deelnemers aan de 107e editie van het toernooi, streden in het Sportcentrum Drachten om de titel. De winnaar van de voorgaande vier edities, Jan Groenendijk, verdedigde zijn titel.

## Tussenstand
| Plaats | Speler                 | Titel¹ | Rating² | JG | AB | JS | MIJ | WS | MD | SH | AvB | WL | MB | GK | LT | RH | EJ | Punten | Winst | SB³ |
| ------ | ---------------------- | ------ | ------- | -- | -- | -- | --- | -- | -- | -- | --- | -- | -- | -- | -- | -- | -- | ------ | ----- | --- |
| 1      | Jan Groenendijk        | GMI    | 1586    |    |    |    |     |    |    |    |     |    |    |    |    |    |    | 0      |       |     |
| 2      | Alexander Baljakin     | GMI    | 1565    |    |    |    |     |    |    |    |     |    |    |    |    |    |    | 0      |       |     |
| 3      | Jitse Slump            | GMI    | 1545    |    |    |    |     |    |    |    |     |    |    |    |    |    |    | 0      |       |     |
| 4      | Martijn van IJzendoorn | GMI    | 1526    |    |    |    |     |    |    |    |     |    |    |    |    |    |    | 0      |       |     |
| 5      | Wouter Sipma           | GMI    | 1487    |    |    |    |     |    |    |    |     |    |    |    |    |    |    | 0      |       |     |
| 6      | Martin Dolfing         | GMI    | 1467    |    |    |    |     |    |    |    |     |    |    |    |    |    |    | 0      |       |     |
| 7      | Simon Harmsma          | MI     | 1431    |    |    |    |     |    |    |    |     |    |    |    |    |    |    | 0      |       |     |
| 8      | Anton van Berkel       | GMI    | 1428    |    |    |    |     |    |    |    |     |    |    |    |    |    |    | 0      |       |     |
| 9      | Wouter Ludwig          | MI     | 1422    |    |    |    |     |    |    |    |     |    |    |    |    |    |    | 0      |       |     |
| 10     | Matheo Boxum           | MI     | 1419    |    |    |    |     |    |    |    |     |    |    |    |    |    |    | 0      |       |     |
| 11     | Gerlof Kolk            | cMN    | 1388    |    |    |    |     |    |    |    |     |    |    |    |    |    |    | 0      |       |     |
| 12     | Luuk Terweijden        | cMN    | 1361    |    |    |    |     |    |    |    |     |    |    |    |    |    |    | 0      |       |     |
| 13     | Rick Hakvoort          | MF     | 1360    |    |    |    |     |    |    |    |     |    |    |    |    |    |    | 0      |       |     |
| 14     | Edwin de Jager         | MF     | 1306    |    |    |    |     |    |    |    |     |    |    |    |    |    |    | 0      |       |     |

¹ Titel: GMI = Internationaal Grootmeester dammen, MI = Internationaal Meester, MF = FMJD-Meester (voorheen cMI), cMN = kandidaat Nationaal Meester (candidat Maître National). De internationale (groot)meesters zijn in dit overzicht ook nationale (groot)meesters.
² Rating: de Nederlandse KNDB-rating. Deze wordt op dezelfde manier berekend als de internationale versie, maar dan alleen met onderlinge partijen van Nederlanders en buitenlandse leden van de KNDB. De ranglijst verschijnt elk jaar op 1 juli, maar er zijn ook kwartaallijsten, een actuele virtuele ranglijst en een lijst met seizoensprestaties. De meegenomen resultaten gaan terug tot en met het afgelopen jaar (seizoen), 1 juli 1991 voor buitenlandse leden (voor zover ze lid waren) en aller tijden. Voorbeeld: De jongste deelnemer aan deze finale is de zestienjarige Matheo Boxum. Hij stond voor het begin van het toernooi 53e in de ratinglijst met 1419 punten; 12e in de virtuele lijst met 1432 punten; en had de 7e seizoensprestatie met 1484 punten.
³ SB staat voor Sonneborn-Berger punten, een vorm van weerstandspunten.